# Coalition noire-jaune
Pour un article plus général, voir Coalition en Allemagne.
Une coalition noire-jaune (en allemand : schwarz-gelbe Koalition) est un type de coalition gouvernementale allemande rassemblant l’Union chrétienne-démocrate (CDU) et l’Union chrétienne-sociale en Bavière (CSU), formant ensemble la CDU/CSU, et le Parti libéral-démocrate (FDP). Le noir est la couleur traditionnelle de la CDU, et le jaune celle du FDP. On parlait aussi jusqu’aux années 1960 de coalition bourgeoise (bürgerliche Koalition) lorsqu’elle incluait d’autres petits partis de droite.

## Au niveau fédéral
| Députés   | Dates                                                           | Chancelier | Chancelier      | Chancelier | Cabinet     |
| --------- | --------------------------------------------------------------- | ---------- | --------------- | ---------- | ----------- |
| 309 / 499 | 14 novembre 1961 – 13 décembre 1962 (1 an et 29 jours)          |            | Konrad Adenauer | CDU        | Adenauer IV |
| 309 / 499 | 14 décembre 1962 – 11 octobre 1963 (9 mois et 27 jours)         | Adenauer V | Konrad Adenauer | CDU        |             |
| 309 / 499 | 17 octobre 1963 – 26 octobre 1965 (2 ans et 9 jours)            |            | Ludwig Erhard   | CDU        | Erhard I    |
| 294 / 496 | 26 octobre 1965 – 30 novembre 1966 (1 an, 1 mois et 4 jours)    | Erhard II  | Ludwig Erhard   | CDU        |             |
|           |                                                                 |            |                 |            |             |
| 281 / 497 | 4 novembre 1982 – 29 mars 1983 (4 mois et 25 jours)             |            | Helmut Kohl     | CDU        | Kohl I      |
| 278 / 498 | 30 mars 1983 – 11 mars 1987 (3 ans, 11 mois et 9 jours)         | Kohl II    | Helmut Kohl     | CDU        |             |
| 271 / 498 | 12 mars 1987 – 18 janvier 1991 (3 ans, 10 mois et 6 jours)      | Kohl III   | Helmut Kohl     | CDU        |             |
| 398 / 662 | 18 janvier 1991 – 17 novembre 1994 (3 ans, 9 mois et 30 jours)  | Kohl IV    | Helmut Kohl     | CDU        |             |
| 398 / 662 | 17 novembre 1994 – 27 octobre 1998 (3 ans, 11 mois et 10 jours) | Kohl V     | Helmut Kohl     | CDU        |             |
|           |                                                                 |            |                 |            |             |
| 332 / 622 | 28 octobre 2009 – 17 décembre 2013 (4 ans, 1 mois et 19 jours)  |            | Angela Merkel   | CDU        | Merkel II   |

## Au niveau desLänder

### Rhénanie-Palatinat
| Députés  | Dates                                                     | Ministre-président | Ministre-président | Ministre-président | Cabinet     |
| -------- | --------------------------------------------------------- | ------------------ | ------------------ | ------------------ | ----------- |
| 62 / 100 | 13 juin 1951 – 1er juin 1955 (3 ans, 11 mois et 19 jours) |                    | Peter Altmeier     | CDU                | Altmeier II |
| 63 / 100 | 1er juin 1955 – 19 mai 1959 (3 ans, 11 mois et 18 jours)  | Altmeier III       | Peter Altmeier     | CDU                |             |
| 62 / 100 | 19 mai 1959 – 18 mai 1963 (3 ans, 11 mois et 29 jours)    | Altmeier IV        | Peter Altmeier     | CDU                |             |
| 57 / 100 | 18 mai 1963 – 18 mai 1967 (4 ans)                         | Altmeier V         | Peter Altmeier     | CDU                |             |
| 57 / 100 | 18 mai 1967 – 19 mai 1969 (2 ans et 1 jour)               | Altmeier VI        | Peter Altmeier     | CDU                |             |
| 57 / 100 | 19 mai 1969 – 18 mai 1971 (1 an, 11 mois et 29 jours)     |                    | Helmut Kohl        | CDU                | Kohl I      |
|          |                                                           |                    |                    |                    |             |
| 55 / 100 | 23 juin 1987 – 8 décembre 1988 (1 an, 5 mois et 15 jours) |                    | Bernhard Vogel     | CDU                | Vogel IV    |
| 55 / 100 | 8 décembre 1988 – 21 mai 1991 (2 ans, 5 mois et 13 jours) |                    | Carl-Ludwig Wagner | CDU                | Wagner      |

### Schleswig-Holstein
| Députés | Dates                                                        | Ministre-président | Ministre-président      | Ministre-président | Cabinet       |
| ------- | ------------------------------------------------------------ | ------------------ | ----------------------- | ------------------ | ------------- |
| 24 / 69 | 25 juin – 27 juillet 1951 (1 mois et 2 jours)                |                    | Friedrich Wilhelm Lübke | CDU                | Lübke I       |
|         |                                                              |                    |                         |                    |               |
| 36 / 69 | 27 octobre 1958 – 7 janvier 1963 (4 ans, 2 mois et 11 jours) |                    | Kai-Uwe von Hassel      | CDU                | von Hassel II |
| 39 / 69 | 7 janvier 1963 – 3 mai 1967 (4 ans, 3 mois et 26 jours)      |                    | Helmut Lemke            | CDU                | Lemke I       |
| 38 / 73 | 3 mai 1967 – 24 mai 1971 (4 ans et 21 jours)                 | Lemke II           | Helmut Lemke            | CDU                |               |
|         |                                                              |                    |                         |                    |               |
| 48 / 95 | 27 octobre 2009 – 12 juin 2012 (2 ans, 7 mois et 16 jours)   |                    | Peter Harry Carstensen  | CDU                | Carstensen II |

### Berlin-Ouest
| Députés  | Dates                                                        | Bourgmestre-gouverneur | Bourgmestre-gouverneur | Bourgmestre-gouverneur | Sénat      |
| -------- | ------------------------------------------------------------ | ---------------------- | ---------------------- | ---------------------- | ---------- |
| 66 / 127 | 22 octobre 1953 – 11 janvier 1955 (1 an, 2 mois et 20 jours) |                        | Walther Schreiber      | CDU                    | Schreiber  |
|          |                                                              |                        |                        |                        |            |
| 72 / 132 | 17 mars 1983 – 9 février 1984 (10 mois et 23 jours)          |                        | Richard von Weizsäcker | CDU                    | Weizsäcker |
| 72 / 132 | 9 février 1984 – 18 avril 1985 (1 an, 2 mois et 9 jours)     |                        | Eberhard Diepgen       | CDU                    | Diepgen I  |
| 81 / 144 | 18 avril 1985 – 16 mars 1989 (3 ans, 10 mois et 26 jours)    | Diepgen II             | Eberhard Diepgen       | CDU                    |            |

### Bade-Wurtemberg
| Députés  | Dates                                                      | Ministre-président | Ministre-président   | Ministre-président | Cabinet      |
| -------- | ---------------------------------------------------------- | ------------------ | -------------------- | ------------------ | ------------ |
| 70 / 121 | 23 juin 1960 – 11 juin 1964 (3 ans, 11 mois et 19 jours)   |                    | Kurt Georg Kiesinger | CDU                | Kiesinger II |
| 63 / 120 | 11 juin 1964 – 16 décembre 1966 (2 ans, 6 mois et 5 jours) | Kiesinger III      | Kurt Georg Kiesinger | CDU                |              |
|          |                                                            |                    |                      |                    |              |
| 83 / 155 | 11 juin 1996 – 12 juin 2001 (5 ans et 1 jour)              |                    | Erwin Teufel         | CDU                | Teufel III   |
| 73 / 128 | 12 juin 2001 – 21 avril 2005 (3 ans, 10 mois et 9 jours)   | Teufel IV          | Erwin Teufel         | CDU                |              |
| 73 / 128 | 29 avril 2005 – 14 juin 2006 (1 an, 1 mois et 16 jours)    |                    | Günther Oettinger    | CDU                | Oettinger I  |
| 84 / 139 | 14 juin 2006 – 9 février 2010 (3 ans, 7 mois et 26 jours)  | Oettinger II       | Günther Oettinger    | CDU                |              |
| 84 / 139 | 10 février 2010 – 11 mai 2011 (1 an, 3 mois et 1 jour)     |                    | Stefan Mappus        | CDU                | Mappus       |

### Sarre
| Députés | Dates                                                          | Ministre-président | Ministre-président | Ministre-président | Cabinet  |
| ------- | -------------------------------------------------------------- | ------------------ | ------------------ | ------------------ | -------- |
| 26 / 50 | 17 janvier 1961 – 19 juillet 1965 (4 ans, 6 mois et 2 jours)   |                    | Franz-Josef Röder  | CDU                | Röder II |
| 27 / 50 | 19 juillet 1965 – 13 juillet 1970 (4 ans, 11 mois et 24 jours) | Röder III          | Franz-Josef Röder  | CDU                |          |
|         |                                                                |                    |                    |                    |          |
| 28 / 50 | 1er mars 1977 – 26 juin 1979 (2 ans, 3 mois et 25 jours)       |                    | Franz-Josef Röder  | CDU                | Röder VI |
| 28 / 50 | 5 juillet 1979 – 23 mai 1980 (10 mois et 18 jours)             |                    | Werner Zeyer       | CDU                | Zeyer I  |
| 28 / 50 | 23 mai 1980 – 10 juillet 1984 (4 ans, 1 mois et 17 jours)      | Zeyer II           | Werner Zeyer       | CDU                |          |
| 28 / 50 | 10 juillet 1984 – 9 avril 1985 (8 mois et 30 jours)            | Zeyer III          | Werner Zeyer       | CDU                |          |

### Rhénanie-du-Nord-Westphalie
| Députés   | Dates                                              | Ministre-président | Ministre-président | Ministre-président | Cabinet   |
| --------- | -------------------------------------------------- | ------------------ | ------------------ | ------------------ | --------- |
| 110 / 200 | 26 juillet 1962 – 26 juillet 1966 (4 ans)          |                    | Franz Meyers       | CDU                | Meyers II |
| 101 / 200 | 26 juillet – 8 décembre 1966 (4 mois et 12 jours)  | Meyers III         | Franz Meyers       | CDU                |           |
|           |                                                    |                    |                    |                    |           |
| 101 / 187 | 21 juin 2005 – 14 juillet 2010 (5 ans et 23 jours) |                    | Jürgen Rüttgers    | CDU                | Rüttgers  |
|           |                                                    |                    |                    |                    |           |
| 100 / 199 | 27 juin 2017 - 27 octobre 2021 (4 ans et 4 mois)   |                    | Armin Laschet      | CDU                | Laschet   |
| 100 / 199 | 27 octobre 2021 - 29 juin 2022 (8 mois et 2 jours) | Hendrik Wüst       | Wüst I             | CDU                |           |

### Basse-Saxe
| Députés   | Dates                                                          | Ministre-président | Ministre-président | Ministre-président | Cabinet     |
| --------- | -------------------------------------------------------------- | ------------------ | ------------------ | ------------------ | ----------- |
| 88 / 155  | 19 janvier 1977 – 28 juin 1978 (1 an, 5 mois et 9 jours)       |                    | Ernst Albrecht     | CDU                | Albrecht II |
|           |                                                                |                    |                    |                    |             |
| 78 / 155  | 9 juillet 1986 – 21 juin 1990 (3 ans, 11 mois et 12 jours)     |                    | Ernst Albrecht     | CDU                | Albrecht V  |
|           |                                                                |                    |                    |                    |             |
| 106 / 183 | 4 mars 2003 – 26 février 2008 (4 ans, 11 mois et 22 jours)     |                    | Christian Wulff    | CDU                | Wulff I     |
| 81 / 152  | 26 février 2008 – 1er juillet 2010 (2 ans, 4 mois et 5 jours)  | Wulff II           | Christian Wulff    | CDU                |             |
| 81 / 152  | 1er juillet 2010 – 19 février 2013 (2 ans, 7 mois et 18 jours) |                    | David McAllister   | CDU                | McAllister  |

### Hesse
| Députés  | Dates                                                      | Ministre-président | Ministre-président | Ministre-président | Cabinet    |
| -------- | ---------------------------------------------------------- | ------------------ | ------------------ | ------------------ | ---------- |
| 56 / 110 | 23 avril 1987 – 5 avril 1991 (3 ans, 11 mois et 13 jours)  |                    | Walter Wallmann    | CDU                | Wallmann   |
|          |                                                            |                    |                    |                    |            |
| 56 / 110 | 7 avril 1999 – 5 avril 2003 (3 ans, 11 mois et 29 jours)   |                    | Roland Koch        | CDU                | Koch I     |
|          |                                                            |                    |                    |                    |            |
| 66 / 118 | 5 février 2009 – 31 août 2010 (1 an, 6 mois et 26 jours)   |                    | Roland Koch        | CDU                | Koch III   |
| 66 / 118 | 31 août 2010 – 18 janvier 2014 (3 ans, 4 mois et 18 jours) |                    | Volker Bouffier    | CDU                | Bouffier I |

### Mecklembourg-Poméranie-Occidentale
| Députés | Dates                                                      | Ministre-président | Ministre-président | Ministre-président | Cabinet |
| ------- | ---------------------------------------------------------- | ------------------ | ------------------ | ------------------ | ------- |
| 33 / 66 | 28 octobre 1990 – 19 mars 1992 (1 an, 4 mois et 20 jours)  |                    | Alfred Gomolka     | CDU                | Gomolka |
| 33 / 66 | 19 mars 1992 – 8 décembre 1994 (2 ans, 8 mois et 19 jours) |                    | Berndt Seite       | CDU                | Seite I |

### Saxe-Anhalt
| Députés  | Dates                                                         | Ministre-président | Ministre-président | Ministre-président | Cabinet  |
| -------- | ------------------------------------------------------------- | ------------------ | ------------------ | ------------------ | -------- |
| 62 / 106 | 2 novembre 1990 – 4 juillet 1991 (8 mois et 2 jours)          |                    | Gerd Gies          | CDU                | Gies     |
| 62 / 106 | 4 juillet 1991 – 15 décembre 1993 (2 ans, 5 mois et 11 jours) |                    | Werner Münch       | CDU                | Münch    |
| 62 / 106 | 15 décembre 1993 – 21 juillet 1994 (7 mois et 6 jours)        |                    | Christoph Bergner  | CDU                | Bergner  |
|          |                                                               |                    |                    |                    |          |
| 65 / 115 | 17 mai 2002 – 24 avril 2006 (3 ans, 11 mois et 7 jours)       |                    | Wolfgang Böhmer    | CDU                | Böhmer I |

### Thuringe
| Députés | Dates                                                          | Ministre-président | Ministre-président | Ministre-président | Cabinet |
| ------- | -------------------------------------------------------------- | ------------------ | ------------------ | ------------------ | ------- |
| 53 / 89 | 8 novembre 1990 – 11 février 1992 (1 an, 3 mois et 3 jours)    |                    | Josef Duchač       | CDU                | Duchač  |
| 53 / 89 | 11 février 1992 – 30 novembre 1994 (2 ans, 9 mois et 19 jours) |                    | Bernhard Vogel     | CDU                | Vogel I |

### Bavière
| Députés   | Dates                                                        | Ministre-président | Ministre-président | Ministre-président | Cabinet    |
| --------- | ------------------------------------------------------------ | ------------------ | ------------------ | ------------------ | ---------- |
| 108 / 187 | 30 octobre 2008 – 8 octobre 2013 (4 ans, 11 mois et 8 jours) |                    | Horst Seehofer     | CSU                | Seehofer I |

### Saxe
| Députés  | Dates                                                            | Ministre-président | Ministre-président | Ministre-président | Cabinet    |
| -------- | ---------------------------------------------------------------- | ------------------ | ------------------ | ------------------ | ---------- |
| 72 / 132 | 30 septembre 2009 – 13 novembre 2014 (5 ans, 1 mois et 14 jours) |                    | Stanislaw Tillich  | CDU                | Tillich II |

## Source
- (de) Cet article est partiellement ou en totalité issu de l’article de Wikipédia en allemand intitulé « Schwarz-Gelbe Koalition » (voir la liste des auteurs).